# Thussy Gorischek
Thussy Gorischek (* 26. September 1940 in Leoben; † 17. Dezember 2011 in Graz; bürgerlich Thusnelda Pachla-Gorischek) war eine österreichische Violinistin und Musikhistorikerin.

## Leben
Thussy Gorischek besuchte die Hochschule für Musik und darstellende Kunst in Wien (Staatsexamen und Konzertdiplom mit Begabtenstipendium) und studierte Musikwissenschaft, Psychologie, Anatomie und Physiologie an der Friedrich-Alexander-Universität in Erlangen (Magister Artium).
Erstes Solo-Konzert mit Orchester-Begleitung mit 16 Jahren in ihrer Heimatstadt Leoben (W.A.Mozart A-Dur-Violinkonzert). Mit 18 Jahren Stehgeigerin der Wiener Damenkapelle (TV-Film Die Muskete mit Senta Wengraf). Nach dem Studium Orchestermusikerin im Kammer- (Capella Academica), Theater- (Wiener Volksoper, Theater an der Wien) und Symphonieorchester (Nürnberger Symphoniker) als 1. Violinistin und Konzertmeisterin. Freischaffende Solistin als Interpretin virtuoser Violinwerke (Konzertreisen: Österreich, Deutschland, Benelux-Staaten, Tschechoslowakei, Ungarn, Italien). Rundfunk-, Fernseh-, Schallplatten- und CD-Aufnahmen mit ihrer Januarius Gaglianus von 1746.
Von 1963 bis 1969 war Thussy Gorischek Lehrkraft am Wiener Horak-Konservatorium, heute das Franz Schubert Konservatorium, und am Konservatorium Wien. Ab 1978 war sie Dozentin an der Pädagogischen Fakultät der Universität Erlangen-Nürnberg für Musiklehrerausbildung.
Thussy Gorischek war mit dem ehemaligen Tonmeister und Verleger Kurt Pachla verheiratet und hat einen Sohn.
Seit November 1999 veranstaltete Thussy Gorischek im Studio Salon ihres Grazer Stadthauses Vortragsreihen mit kritischen Diskussionen zur kulturellen Szene. Die Vorträge sind in erweiterter Form auch als Taschenbücher im Verlag Studio Edition erhältlich.

## Publikationen

### Studienwerk
- Technische Intensiv-Studien für Solovioline, ISBN 978-3-9501329-4-6

### Kadenzen
- 3 Kadenzen zu W.A. Mozart’s Adelaide-Konzert (Rohrdorfer Musikverlag)

### Bücher
- Russische National-Komponisten (Trilogie), ISBN 978-3-902522-01-6
- Pablo de Sarasate – Violinvirtuose & Komponist, ISBN 978-3-902522-05-4
- Franz Liszt – Ungar. Komponist, Österr. Pianist, ISBN 978-3-902522-07-8
- Chr. W. Gluck – Die Reformoper, ISBN 978-3-902522-06-1
- Die klassischen Wiener Romantiker, ISBN 978-3-902522-09-2
- Richard Wagner und seine Erben, ISBN 978-3-902522-08-5
- Musiker – Schwerarbeiter in Abendkleid und Frack, ISBN 978-3-902522-10-8
- Tschechische National-Komponisten, ISBN 978-3-902522-14-6
- Der rätselhafte Tod des Geigers Joseph Roy, ISBN 978-3-902522-12-2